# 福特F系列
福特F系列（Ford F-Series）是福特汽車自1948年在美國開始生產的皮卡。除了F-150（1975年推出），F系列还包括Super Duty系列（1999年推出），其中包括更重的F-250至F-450皮卡、F-450/F-550底盘驾驶室(Chassis Cab)以及F-600/F-650/F-750 6-8级商用卡车。该车系中最受欢迎的版本是F-150皮卡，目前已是第14代。从1953年到1985年，入门级的F系列皮卡是半吨的F-100。

## 歷史

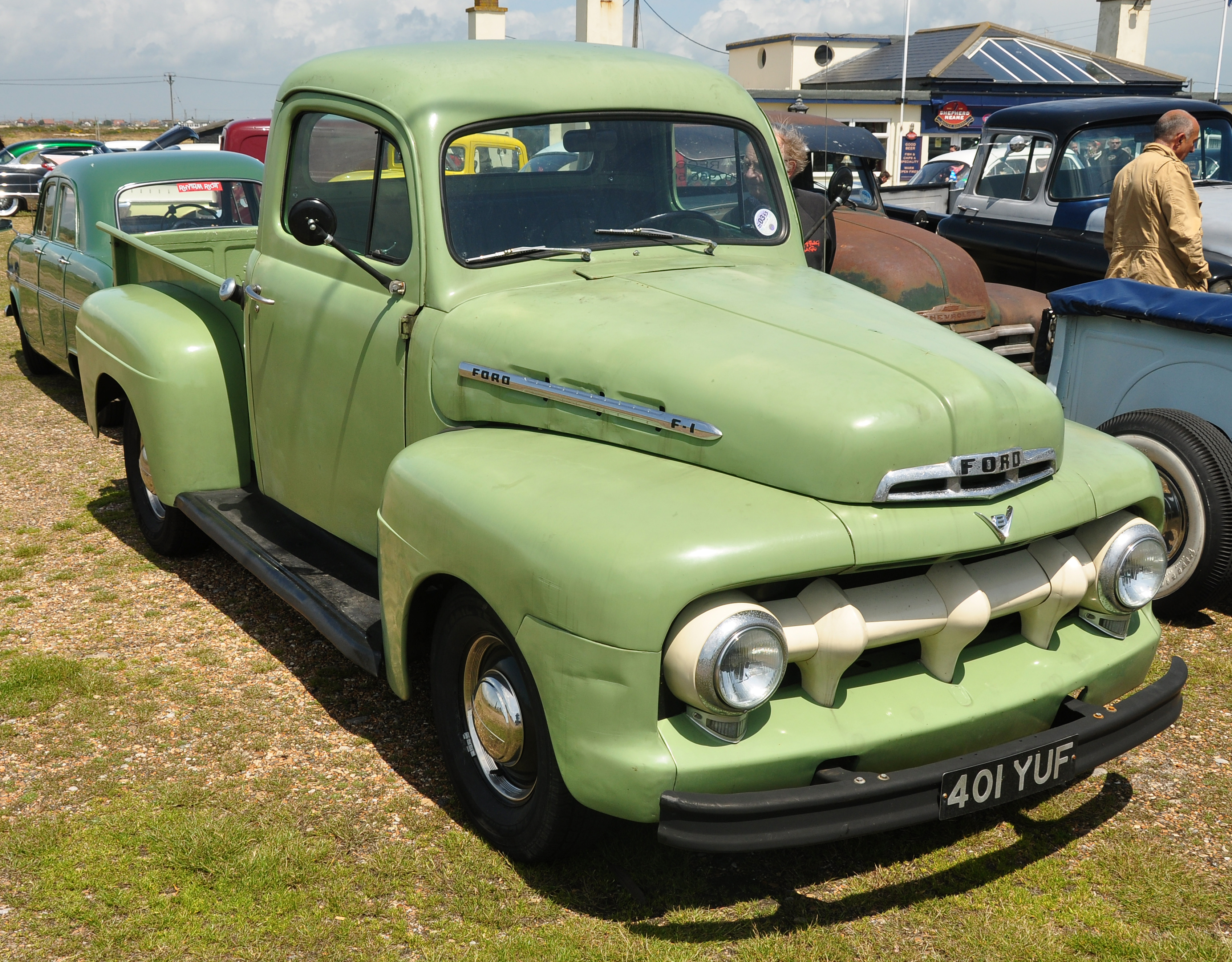
一代
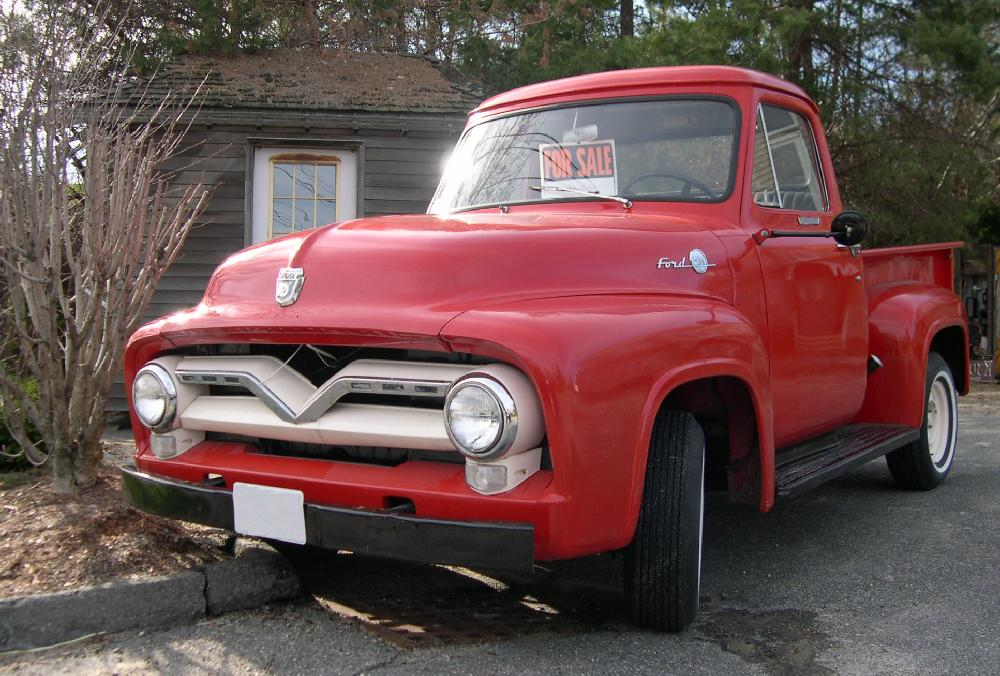
二代
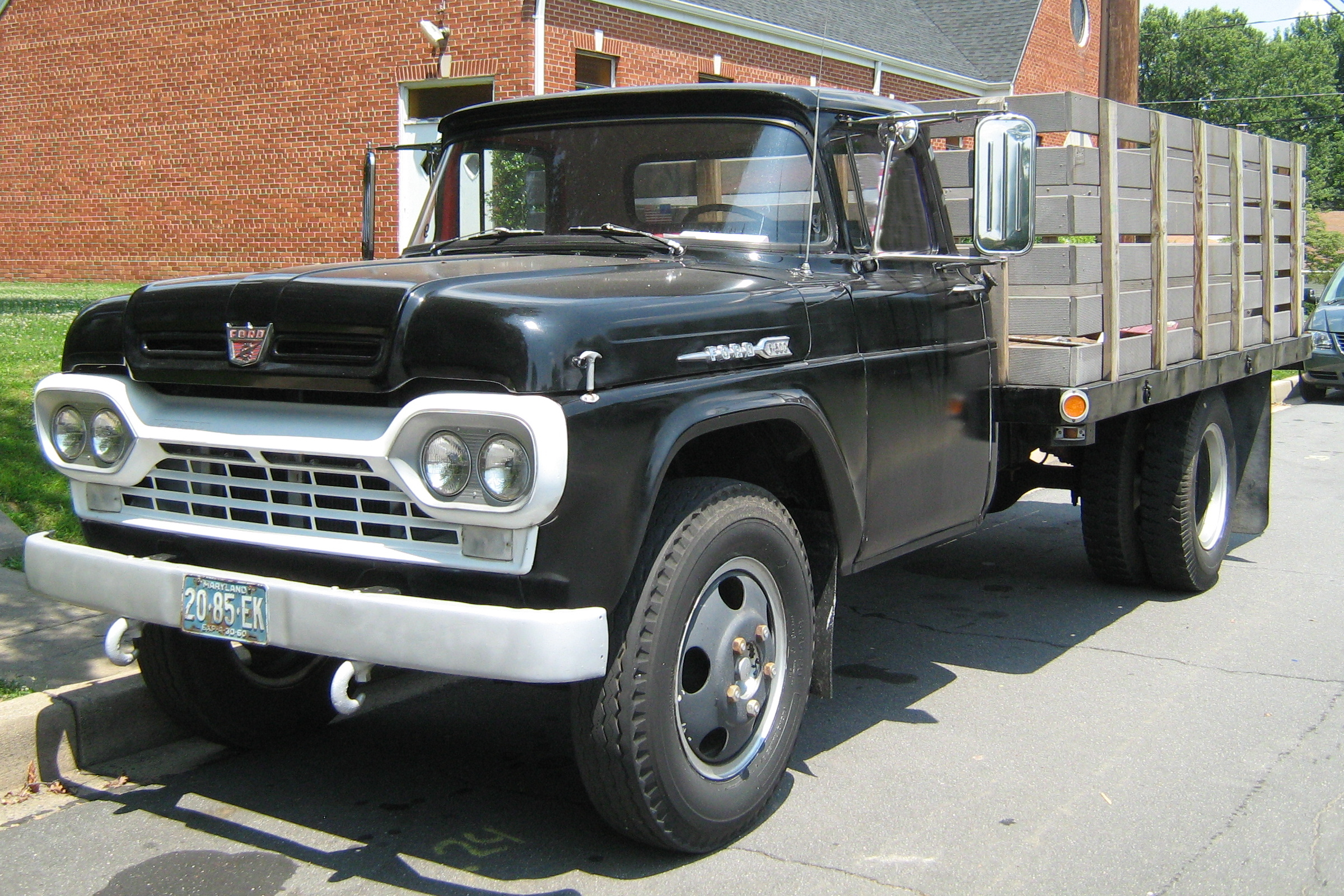
三代
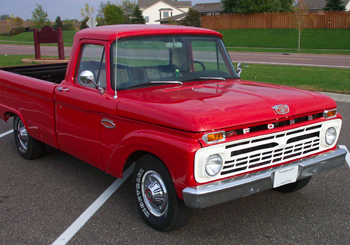
四代
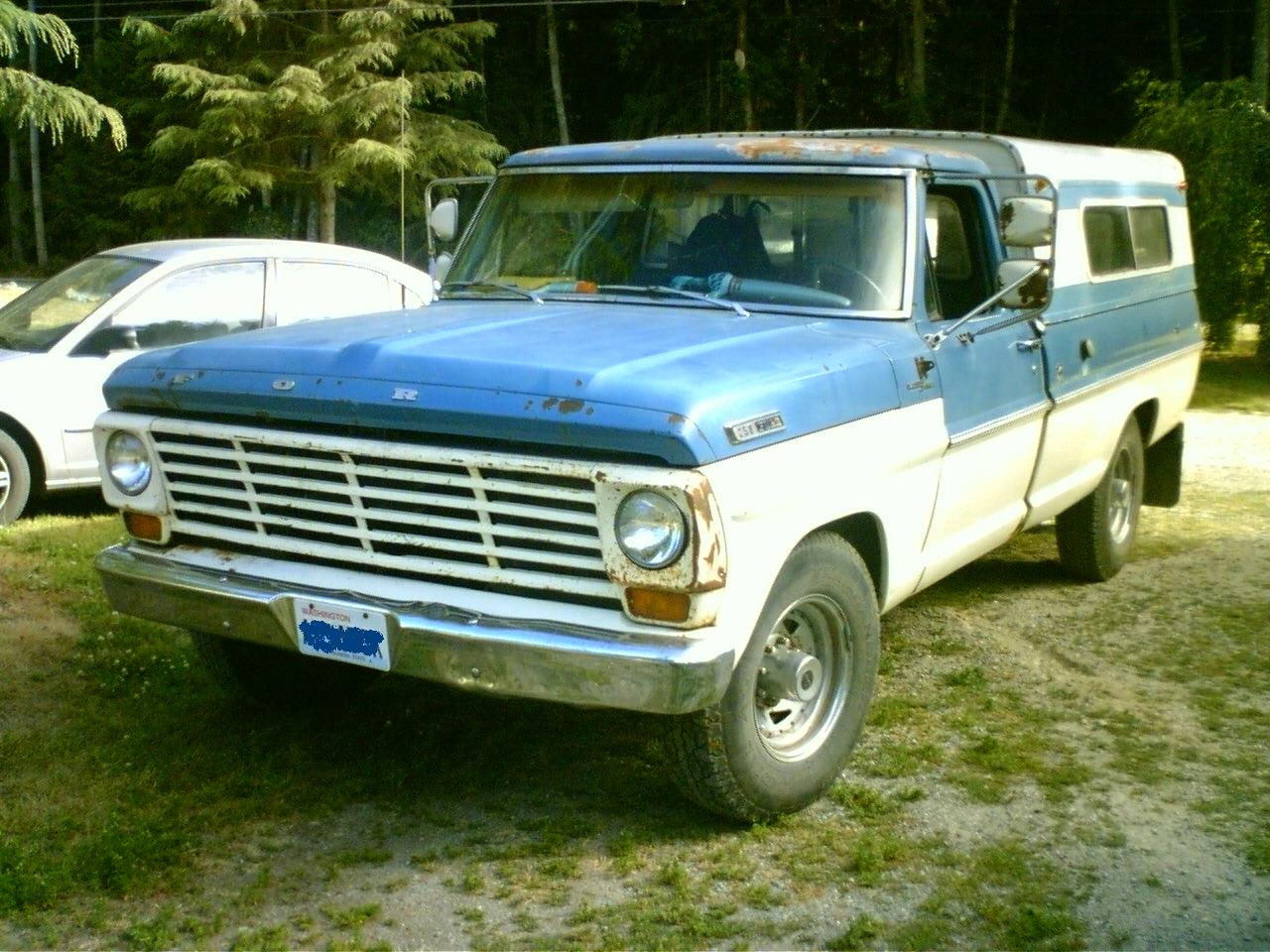
五代
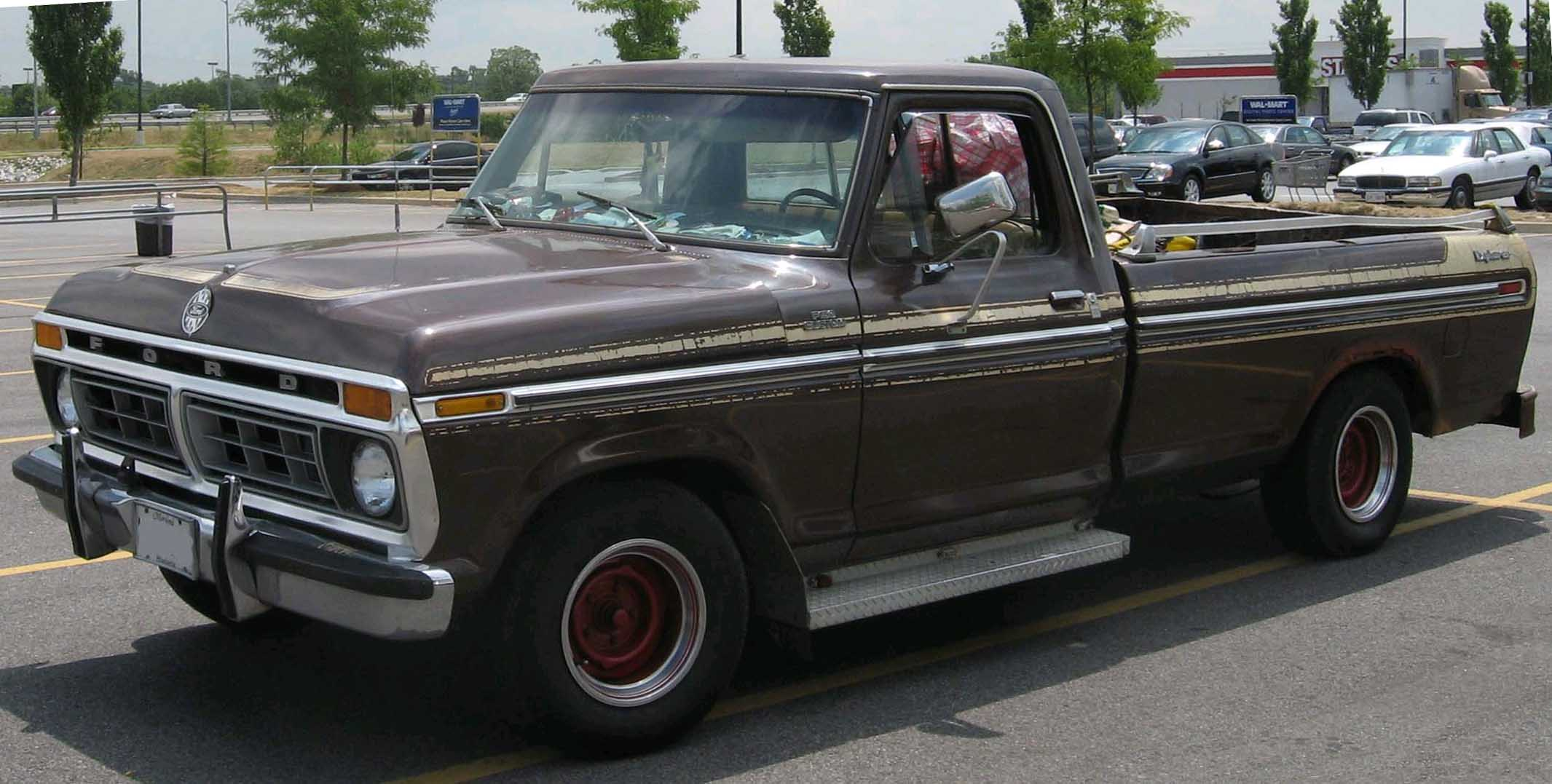
六代
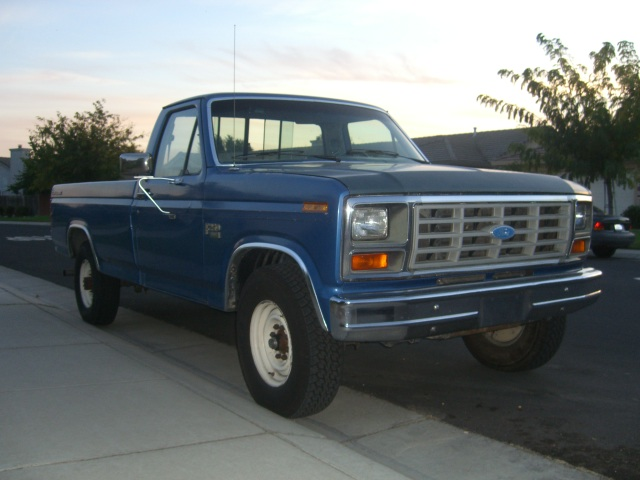
七代
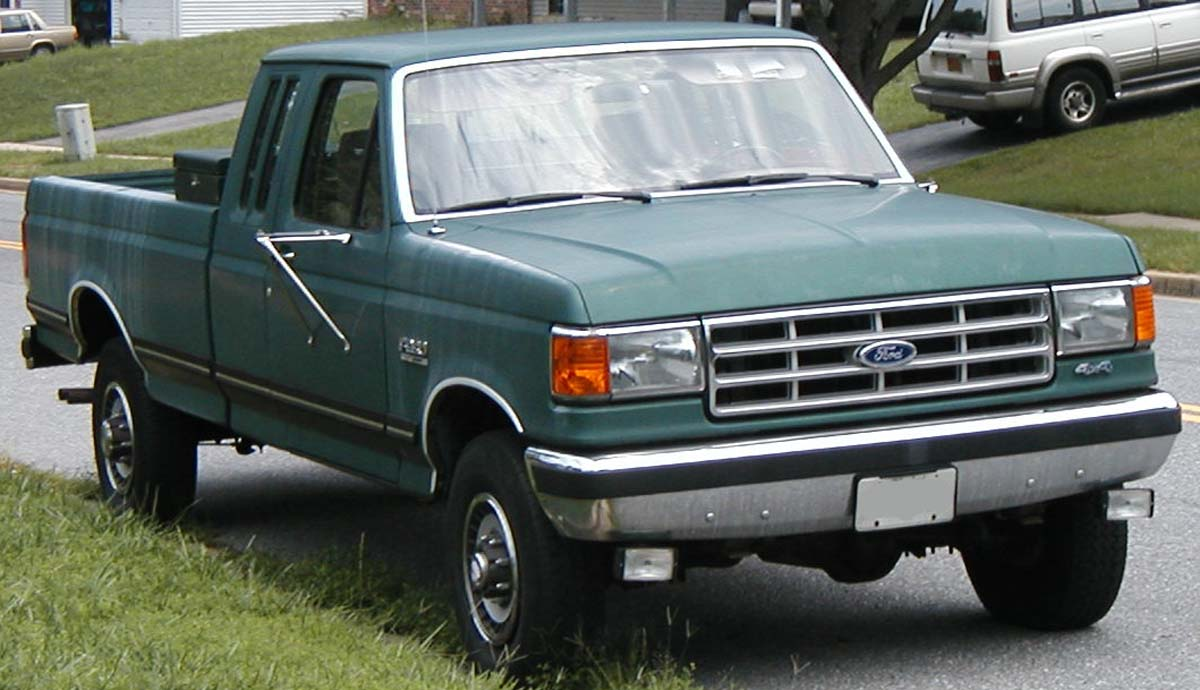
八代
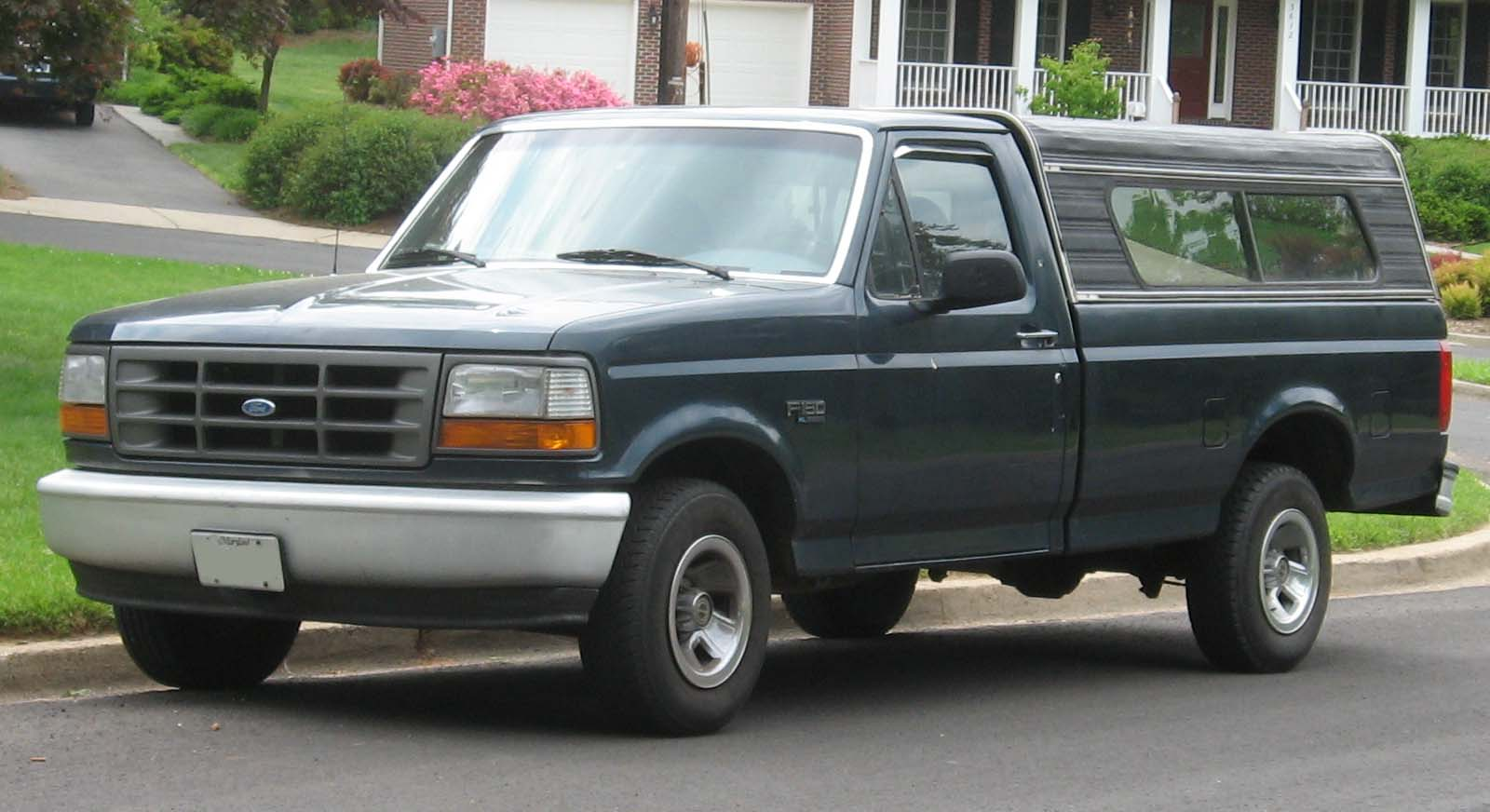
九代
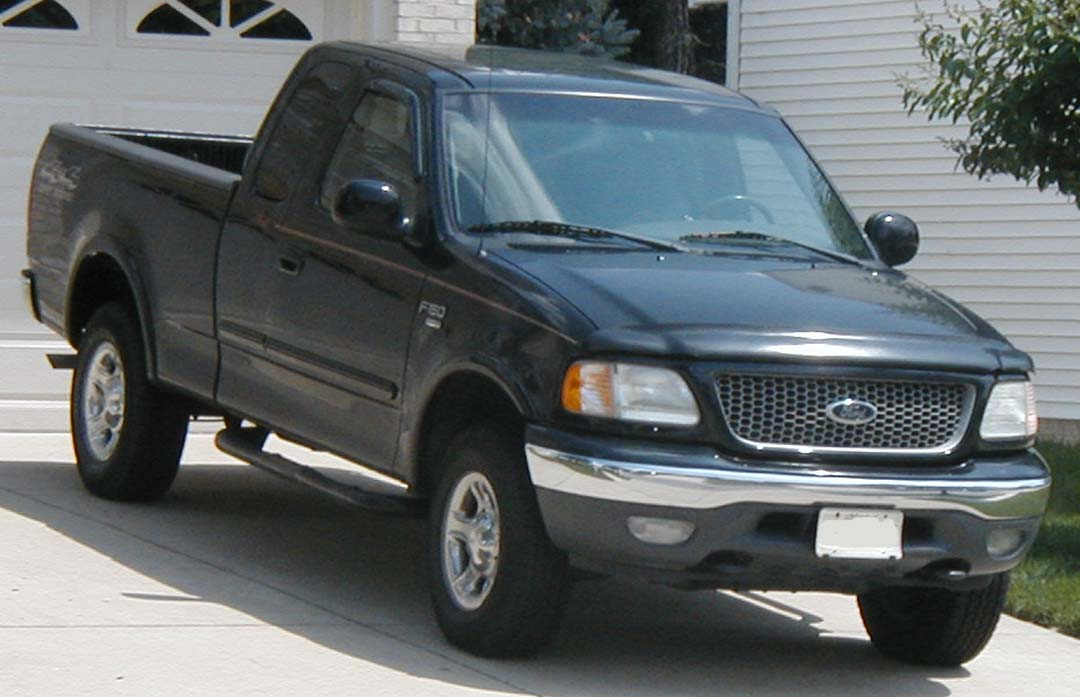
十代
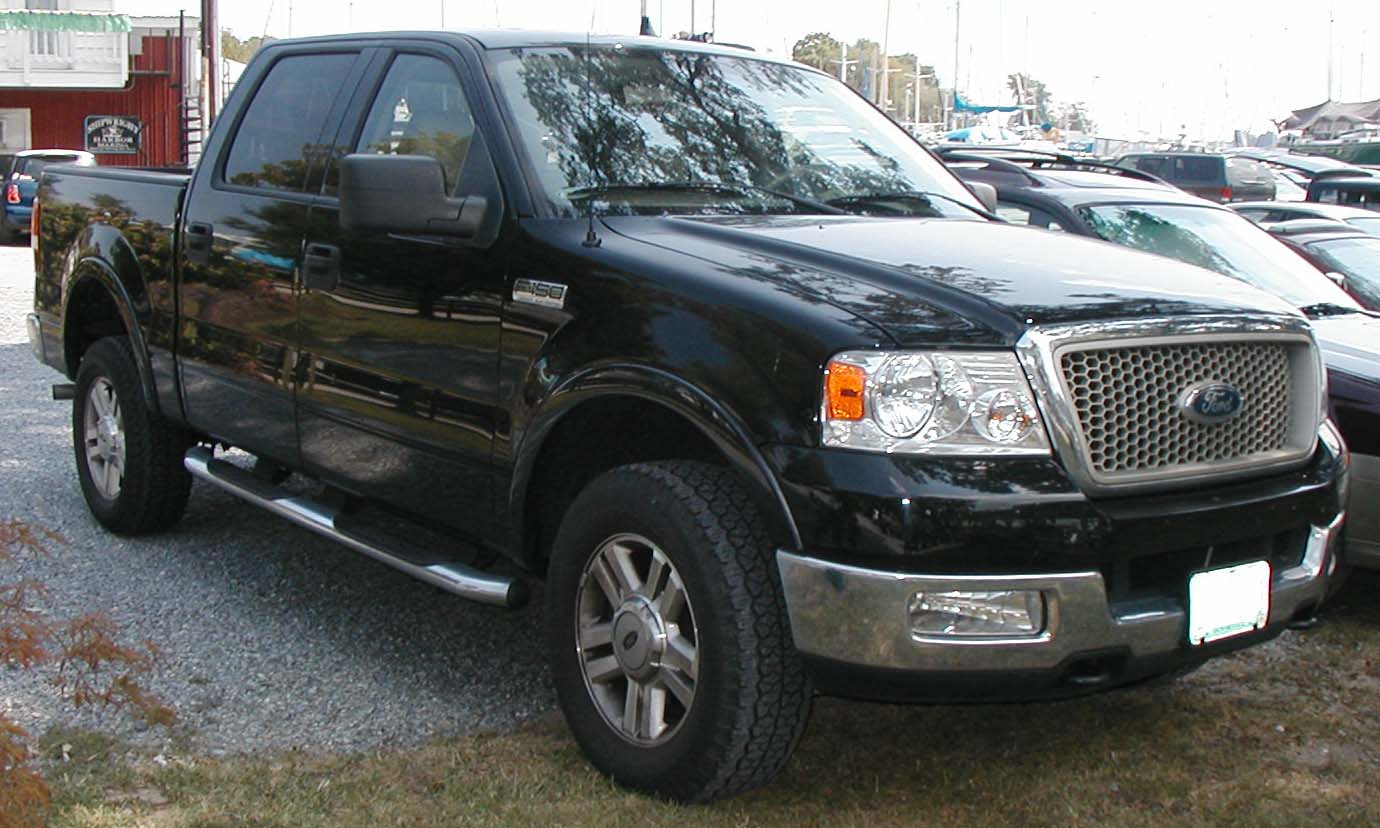
十一代
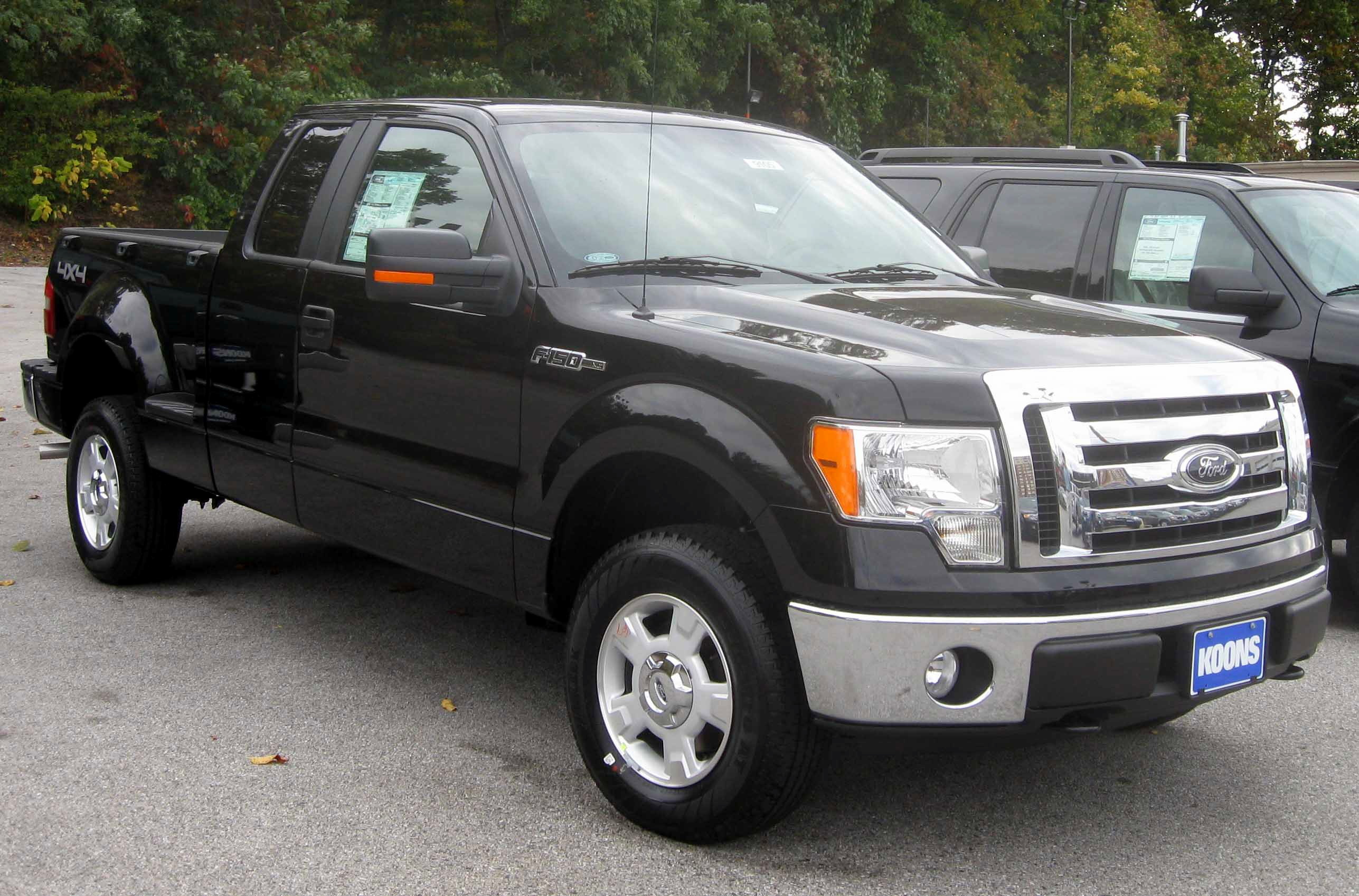
十二代
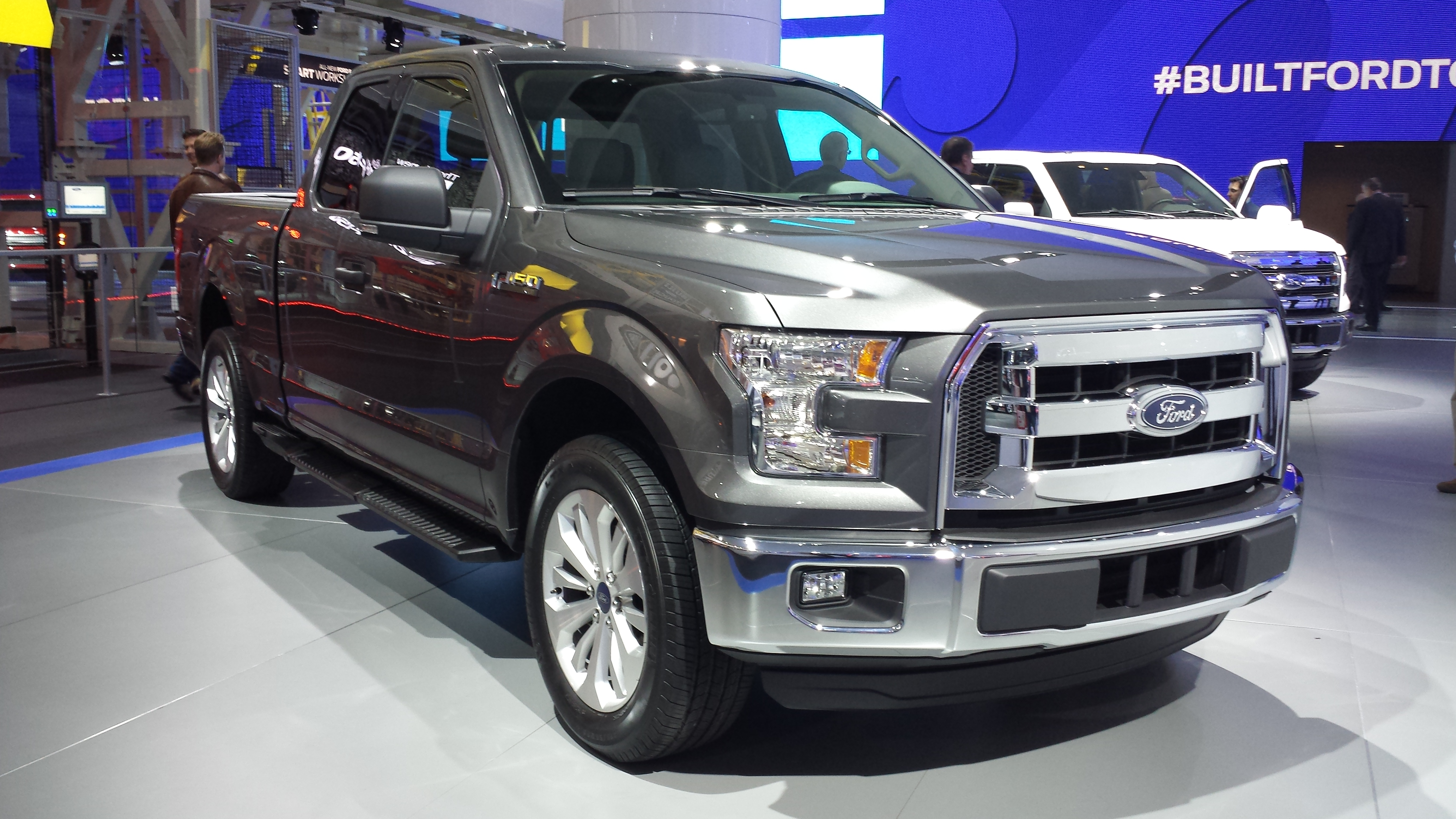
十三代

## 流行文化
第十二代福特2017猛禽型皮卡在2015年第一人称射击游戏《战地：硬仗》（Battlefield: Hardline）當中，先是在資料片《犯罪活動》（Criminal Activity）中以民用皮卡之姿登場，然後又在《搶劫》（Robbery）和《黑暗降臨》（Blackout）中同時以警用卡車和罪犯重型卡車之姿登場。

## 外部連結
- Official site （页面存档备份，存于）